# Draugenveld
Her Draugenveld is een olie- en gasveld in de Noorse Zee, zo’n 140 kilometer ten noorden van Kristiansund. Het reservoir werd in juni 1984 voor het eerst aangeboord. Op basis van proefboringen daarna werden de reserves op zo'n 400 miljoen vaten geschat, zodat het veld in ontwikkeling werd gebracht om in oktober 1993 in productie te komen. Hiertoe was een betonnen Gravity Base Structure (GBS) geplaatst met interne olieopslag en gasexport. Boven op de GBS staat een dek met verwerkingsinstallaties en de accommodatie.